# بيير آيكهورن
بيير آيكهورن هو لاعب رماية بلجيكي، (و. 1854  م).

## وصلات خارجية
- بيير آيكهورن على موقع أوليمبيديا (الإنجليزية)